# Festung Mainz

Karte der Bundesfestung Mainz von 1844

Als Festung Mainz werden eine Reihe von Festungswerken in der Zeit von 1619 bis 1918 um die Garnisonsstadt Mainz bezeichnet. Die Anwesenheit von Militär und die weitläufigen Festungsanlagen prägten das Leben der Mainzer Bevölkerung insbesondere zu der Zeit als Bundesfestung und Reichsfestung stark. Noch heute sind viele Festungswerke und Kasernen in Mainz erhalten. Zahlreiche Straßennamen verweisen auf die Vergangenheit als Festungsstadt. Die Mainzer Zitadelle, der wichtigste Überrest der Festungszeit, gilt als eines der bedeutenden historischen Bauwerke in Mainz.

## Frühe Neuzeit

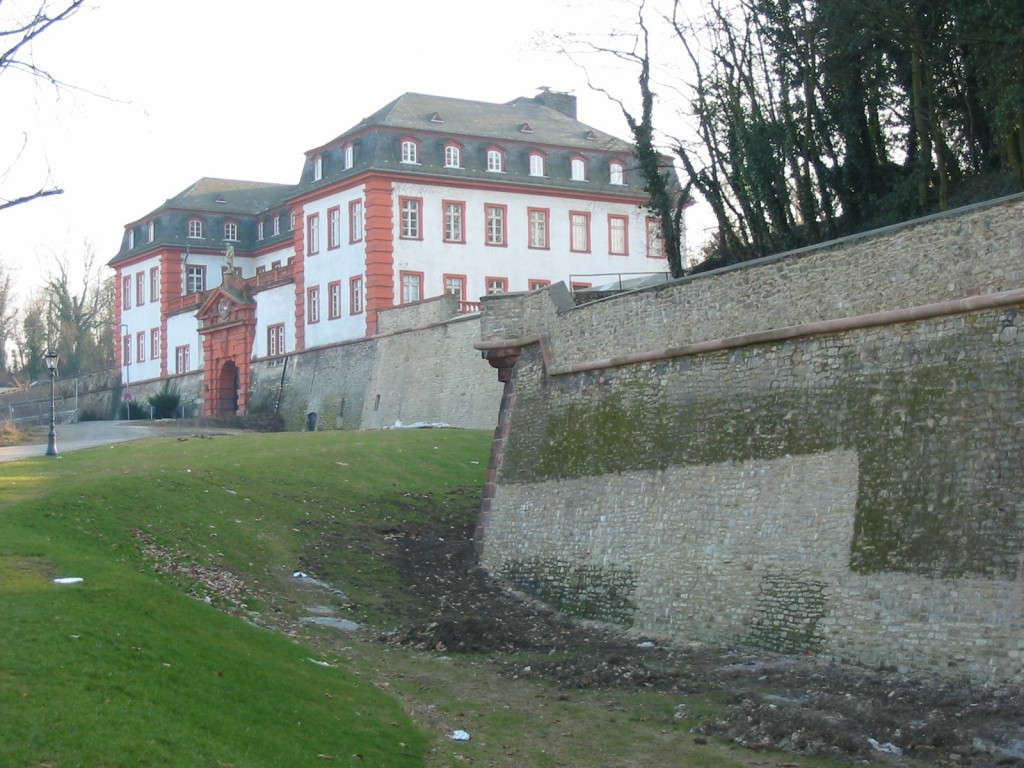
Die Mainzer Zitadelle

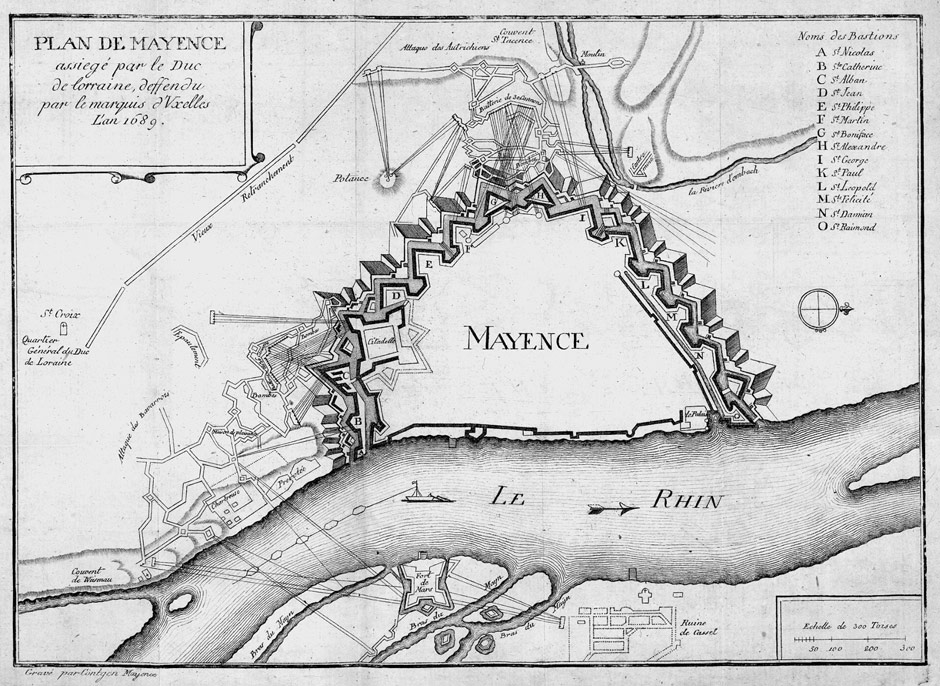
Die 16 Bastionen Johann Philipp von Schönborns in: Siège de Mayence en l’année 1689. Kupferstich, Paris, 1756

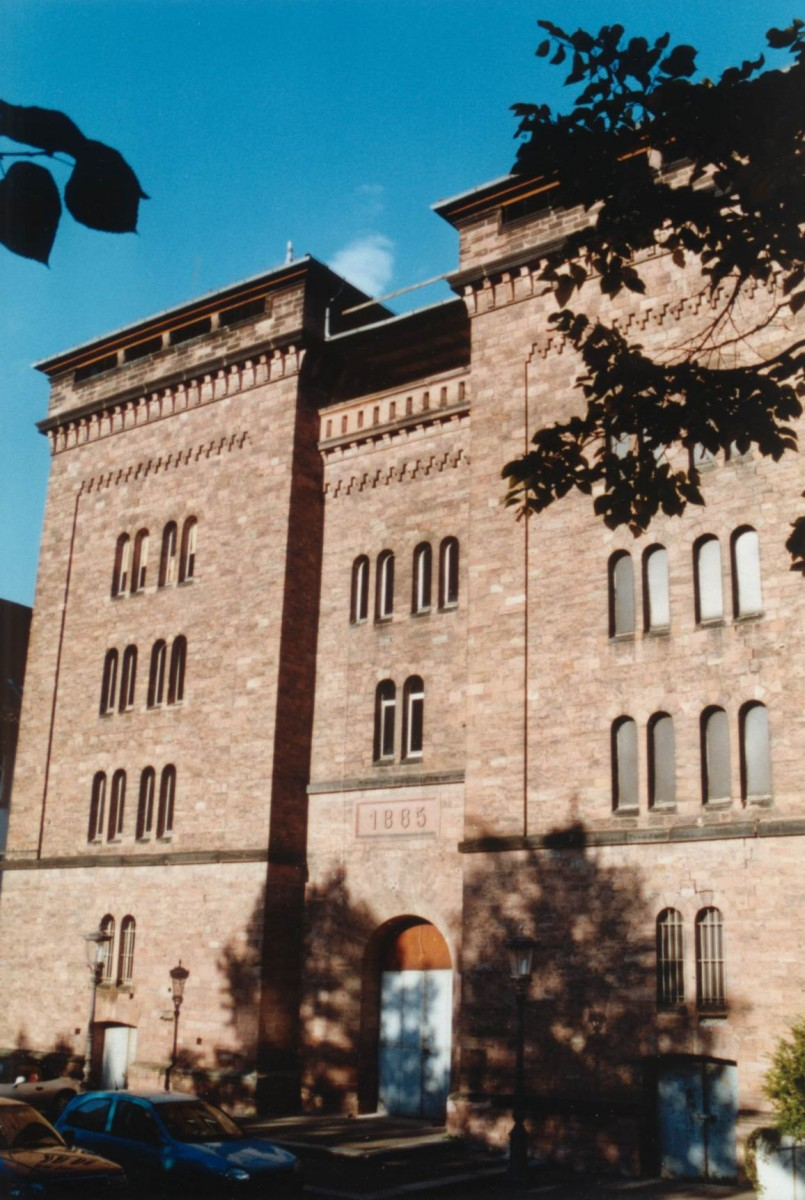
Das Proviant-Magazin der Bundesfestung Mainz

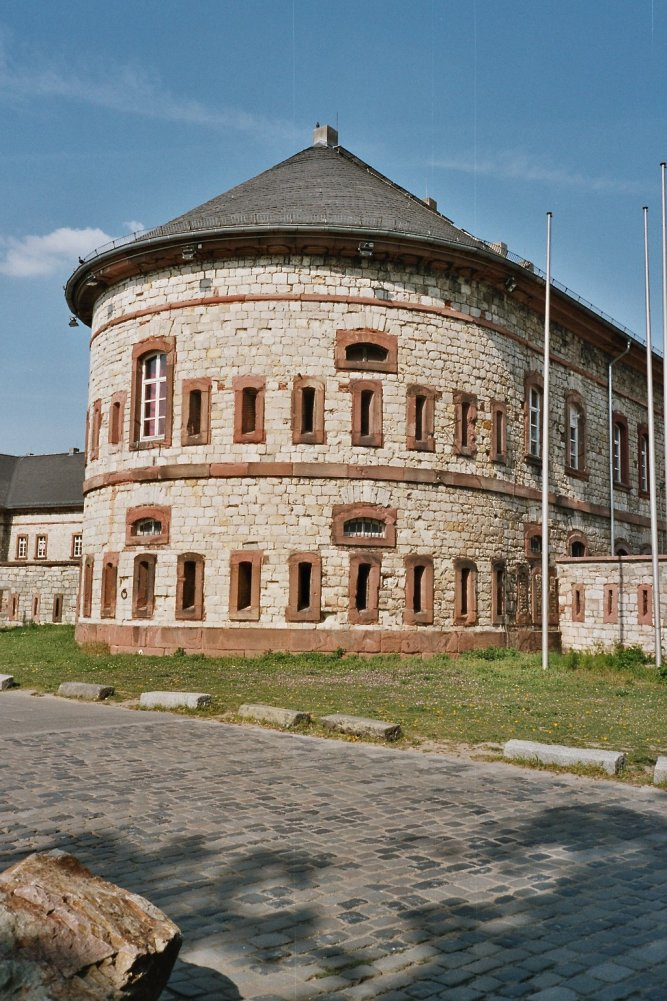
Das Reduit der Bundesfestung Mainz in Mainz-Kastel

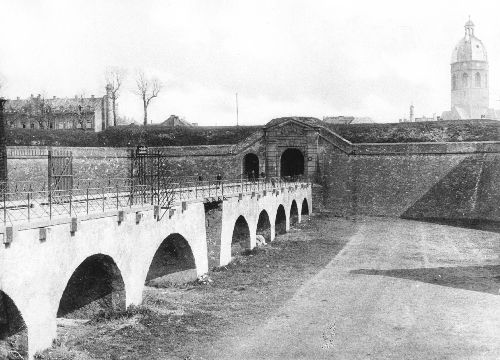
Die Außenseite des Gautors der Festung Mainz um 1890.

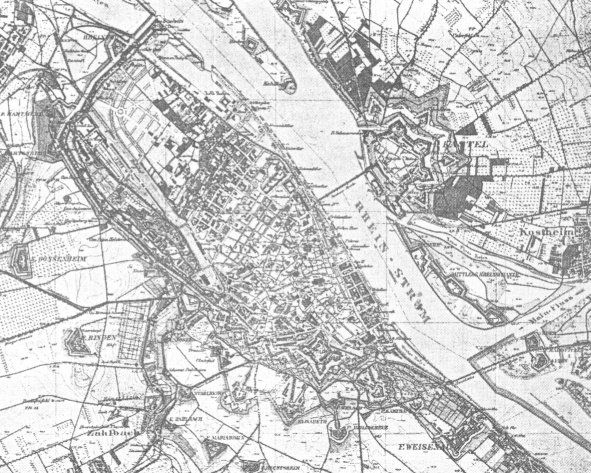
Stadtplan von Mainz 1890, einschließlich des dritten Festungsrings

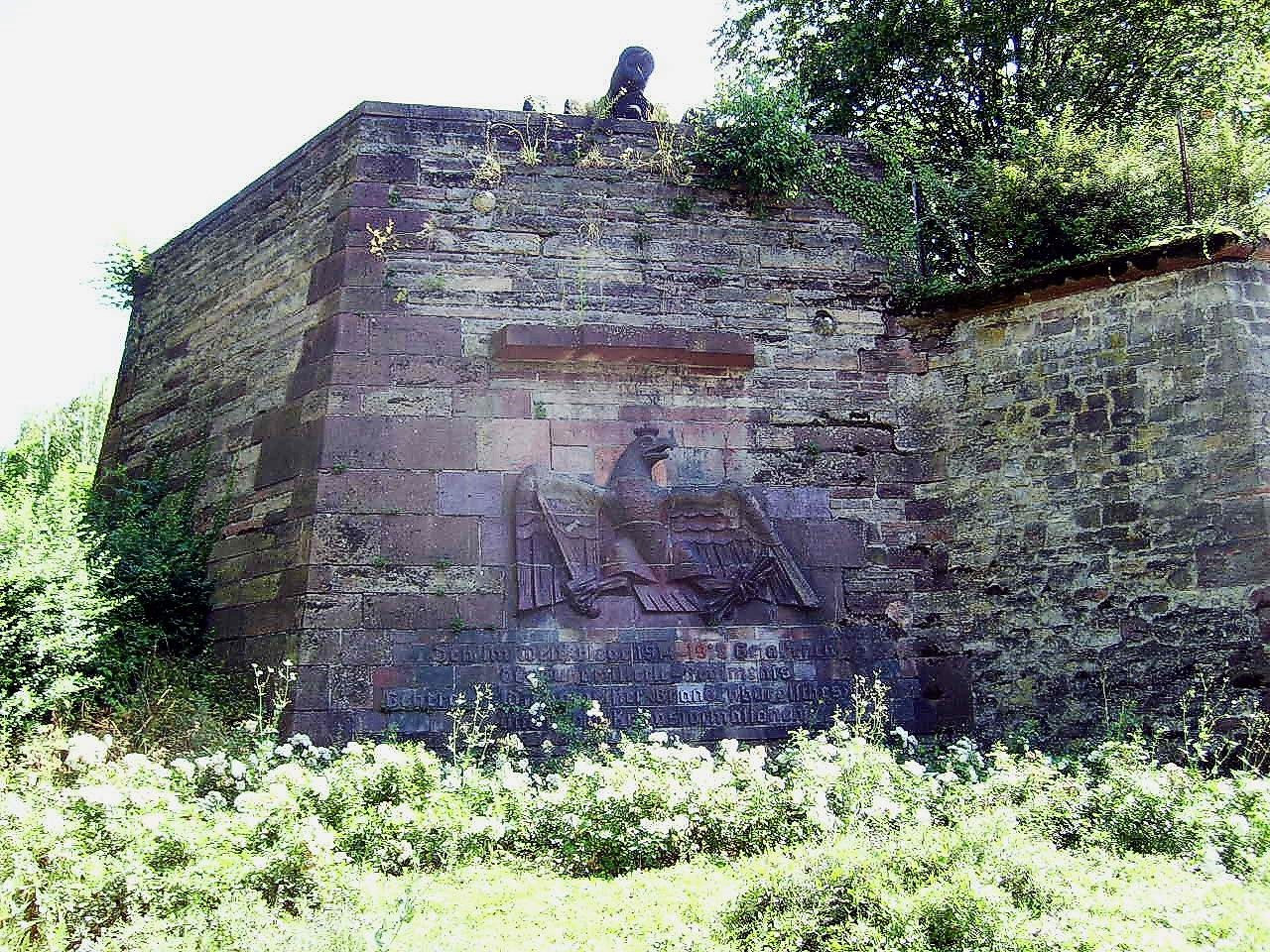
Kriegerdenkmal am Fort Joseph

Die ersten neuzeitlichen Befestigungsanlagen ließ um 1619 der Mainzer Kurfürst Johann Schweikhard von Cronberg errichten. Die mittelalterliche Stadtmauer von Mainz wurde an den wichtigsten Punkten mit Wällen befestigt und verstärkt; außerdem lässt der Kurfürst auch den strategisch äußerst wichtigen Jakobsberg, am Rande der Stadt gelegen, zur „Schweickhardtsburg“ ausbauen. Allerdings hatte der Kurstaat keine Mittel, um die notwendige Anzahl an Soldaten aufzubringen, die für eine angemessene Verteidigung gesorgt hätten. Daher konnte am 23. Dezember 1631 auch der schwedische König Gustav Adolf ungehindert in die Stadt einziehen. In der Schwedenzeit, die bis zum Januar 1636 andauern sollte, wurden die vorhandenen Befestigungsanlagen verstärkt. An der Mainmündung wurde sogar ein Sperrfort mit dem Namen Gustavsburg angelegt.
Nach Ende des Dreißigjährigen Krieges baute Kurfürst Johann Philipp von Schönborn Mainz zur Festung aus. So wurden zwischen 1655 und 1675 die 16 Bastionen errichtet, die einen sternförmigen Gürtel um Mainz bildeten, darunter die Bastion Alexander. Als Festungskommandantur diente die Zitadelle, die auf dem Jakobsberg errichtet wurde und die „Schweickhardtsburg“ ersetzte.
Während des Pfälzischen Erbfolgekriegs wurde die 1688 von den Franzosen unter Louis-François de Boufflers besetzte Festung durch Truppen der Augsburger Allianz von Juni bis September 1689 belagert und zurückerobert.
Von 1710 bis 1730 ließ Kurfürst Lothar Franz von Schönborn den Festungsbaumeister Johann Maximilian von Welsch einen zweiten Festungsring um die Stadt errichten, der aus fünf weit vorgeschobenen Forts (auch Schanzen genannt) bestand. Darunter Fort Hauptstein vor dem Münstertor, die Karlsschanze vor dem Neutor und die Josephsschanze auf dem Linsenberg. Diese waren durch einen weiteren Wall miteinander verbunden und konnten im Kriegsfall durch einen unterirdischen Gang vom ersten Festungsring aus mit Soldaten besetzt werden.
In den Jahren 1733 und 1734 ließ Kurfürst Philipp Karl von Eltz-Kempenich zu diesen großen drei Außenwerken in derselben Linie die Forts Welsch, Elisabeth und Philipp anlegen, außerdem ein doppeltes Zangenwerk (double tenaille), die ganze Enveloppe, Verbindungswege zu den Forts und eine Kurtine zwischen den Batterien und Rondells am Rheinufer. Welsch wurde dabei vom Ingenieur-Oberstleutnant Luttig, Ingenieur-Oberst Gerhard Cornelius von Walrave und weiteren Ingenieursoffizieren unterstützt.
Weil es an Geld für eine ausreichende Garnison fehlte, wurde die Festung Mainz am 21. Oktober 1792 im Ersten Koalitionskrieg französischen Revolutionstruppen unter Custine kampflos übergeben. Mit der Belagerung von Mainz 1793 wurde die Festung von den preußischen und österreichischen Truppen zunächst zurückerobert und weiter ausgebaut. Seit Herbst 1794 war Andreas von Neu Gouverneur der Festung, die er in der Belagerung von 1795 auch erfolgreich halten konnte. Nachdem der Frieden von Campo Formio im Oktober 1797 den Ersten Koalitionskrieg beendet hatte, zogen sich die österreichischen Truppen aus der Stadt zurück, die am 30. Dezember 1797 den Franzosen übergeben wurde. Mayence, wie Mainz von 1798 an hieß, wurde später unter Napoleon zur wichtigsten Festung am Rhein, der neuen Ostgrenze Frankreichs. Hierzu wurde unter anderem von der französischen Geniedirektion das Fort Montebello errichtet. Die Bedeutung als sicheres Rückzugsgebiet bekam die Stadt in den Endtagen Napoleons bitter zu spüren: Beim Rückzug der Grande Armée im Herbst 1813 war Mainz die erste Rast auf französischem Boden. Viele Soldaten hatten Fleckfieber; der „Typhus de Mayence“ breitete sich in den engen Gassen von Mainz schnell aus. Seit Anfang Januar 1814 hatten russische und preußische Truppen, später das Deutsche Bundeskorps unter Herzog Ernst von Sachsen-Coburg die Festung blockiert. Als sie am 4. Mai 1814 kapitulierte, war von den 30.000 eingeschlossenen Soldaten nur noch die Hälfte am Leben.

## Bundesfestung und Reichsfestung
Nach der Neuordnung Europas durch den Wiener Kongress kamen die Stadt Mainz und das Umland als Bundesfestung zum Großherzogtum Hessen. Am 30. Juni 1816 wurde der entsprechende Vertrag unterzeichnet. Die Friedensbesatzung des Bundesheeres in Mainz betrug etwa 7.000 Mann; sie sollte im Verteidigungsfall auf 20.000 Mann gebracht werden. Stationiert waren hier zu gleichen Teilen Österreicher, Preußen und ein großherzoglich-hessisches Infanterieregiment. Im Kriegsfall war die nahezu gesamte kurhessische Armee zur Festungsbesatzung bestimmt, eine Position, die sie im Deutschen Krieg 1866 auch einnahm. Gouverneur und Kommandant wurden abwechselnd alle fünf Jahre wechselweise von Preußen oder von Österreich gestellt.
Die deutschen Länder sahen die Festung Mainz als wichtiges Bollwerk gegen das im Westen liegende Frankreich an. So wurden große Summen bereitgestellt, um die Festung auszubauen und bestehende Wehranlagen zu modernisieren. 
Als Brigadier (Inspekteur) wurde von 1814 bis 1817 Claudius Franz Le Bauld de Nans bestimmt. Zum Leiter der Geniedirektion wurde Franz von Scholl bestimmt. Er entwarf zusammen mit anderen Ingenieuren die Pläne, die von der beim Bundestag des Deutschen Bundes in Frankfurt versammelten Militärkommission geprüft und genehmigt wurden. Es begann eine sechsjährige Um- und Ausbauzeit, nach der die Festung dem neuesten realisierbaren Stand der Fortifikationstechnik im Polygonalsystem entsprach. Der ganze südliche und westliche Teil des Landrayons wurde mit Werken mit fester Kasemattierung umgeben, die dem Prinzip des französischen Ingenieurkorps-Offiziers Marc-René de Montalembert („Verteidigung ist stärker als der Angriff“) entsprachen. Die Forderungen waren: möglichst einfache Grundrisse, Unterteilung der Gesamtanlage in verteidigungsfähige Unterabschnitte, solide Rückzugsräume (Reduits) im Kernbau, bombensichere Hohlbauten – Kasemattierungen – für die Besatzung und das Kriegsmaterial. Große Truppeneinheiten sollten in den befestigten Lagern aufgenommen werden und sich verteidigen können. 

In einer zweiten Befestigungsphase (1841–1848) wurde die neue Befestigungsart konsequent weiter umgesetzt. So wurde 1845 ein Turmfort auf der Petersaue errichtet. Im Gegensatz zur „Neupreußischen Befestigungsmanier“, die in hohen oberirdischen Türmen ausgeführt wurde und zum Beispiel mit der Festung Ehrenbreitstein realisiert wurde, setzten die Österreicher um Mainz zum ersten Mal unterirdische Werke.
Zusätzlich wurde Mainz nun mit einer ständigen Garnison versehen, die von Preußen und Österreich gestellt wurde. Zum Vertreter Österreichs wurde unter anderem 1841 der fränkische Carl Graf zu Castell-Castell ernannt, der als Hauptmann in der k.u.k. Armee diente. Damals wurden auch viele noch heute vorhandene Anlagen gebaut: zum Beispiel das Fort Weisenau im Volkspark, das Proviantmagazin am Schillerplatz, das Fort Joseph, von dem ein großer Teil neben den Unikliniken erhalten ist (es beherbergt heute eine private Sammlung historischer Uniformen) oder das Fort Bingen, von dem eine Kasematte auf dem Campus der Johannes Gutenberg-Universität Mainz erhalten ist. Das Fort Bingen, das Fort Mariaborn, das Fort Joseph und das Fort Gonsenheim gehörten zu einem dritten Festungsring, der um Mainz gezogen wurde.
Im Jahr 1866 erfolgte der Bau der Prinz Karl Kaserne, der Umbau der Schönbornhof Kaserne, sowie der Bau eines Proviantmagazins in Kastel. Vom 10. bis zum 14. Juni verließen die Preußen und Österreicher die Stadt auf Bundesbeschluss. Ersetzt wurden die Truppen durch Bayern, Sachsen-Meininger und schätzungsweise 12.000 Soldaten aus Hessen.
Maximilian Schumann führte 1866 auf dem Artillerieschießplatz der Festung auf dem Großen Sand Versuche gegen einen von ihm gepanzerten mobilen Geschützstand mit einer Minimalschartenlafette mit Eisenplattenbedeckung durch. Die Versuche waren durchaus erfolgversprechend; sie wurden nie beendet, weil der Deutsche Krieg sie unterbrach. Später gerieten sie in Vergessenheit. Auf der Bastion Drusus der Zitadelle wurde ein Schumann’scher Panzerstand realisiert. Davon ist heute nichts mehr erhalten.
Während des Preußisch-Österreichischen Kriegs (erwähnt 20. Juli bis 26. August 1866) war der bayerische Generalmajor Ludwig von Rechberg Militärgouverneur der jetzt hessischen Festung, bevor sie an die Preußen übergeben wurde. Zu seinem Generalstab gehörte der hessische Generalmajor Friedrich von Specht (1803–1879).
Nach dem Krieg von 1866 wurde Mainz erst preußische Festung und 1873 Festung des Deutschen Reiches. Damals hinkte Mainz der industriellen Entwicklung in Deutschland hinterher: Die Befestigungswerke und militärisch freigehaltenen Flächen verhinderten ein Ansiedeln von modernen Fabriken und Industrieanlagen; hinzu kam die starke Begrenzung des Mainzer Stadtgebietes durch den Befestigungsring. 
1872, ein Jahr nach dem gewonnen Deutsch-Französischen Krieg, genehmigten die Festungsbehörden die lang ersehnte Neustadterweiterung: Den nördlichen, schönborn’schen Bastionsgürtel riss man ab – auf ihm entstand die Kaiserstraße. Um die Mainzer Neustadt herum baute man allerdings wieder einen Wall. Diesen „Rheingauwall“ musste die Stadt Mainz bezahlen. 1873 wurde die Armee-Konservenfabrik zur Versorgung der Truppen mit Einsatzverpflegung erbaut. Die Literatur spricht von Kosten von 4 Mio. Gulden für Umbau der Festung sowie 22 Mio. Mark für den Stadtausbau. Die Kosten trug die Stadt Mainz. Vereinbart wurden die Schritte im Stadterweiterungsvertrag, geschlossen am 21. September 1872 zwischen dem Gouvernement und der Stadt Mainz. Durch die Verschiebung des Festungsrayon erhielt die Stadt 25 ha bebaubares Gelände als Eigentum und 122 ha aus Privatbesitz wurden zur Bebauung freigegeben.
Das Fort Biehler wurde von 1880 bis 1884 auf dem zwischen Kastel und Erbenheim gelegenen Petersberg gebaut. Es war das letzte große Werk zur Verstärkung der Festung Mainz. Außerdem wurden bis 1890 die vorhandenen Forts verstärkt (→ Brisanzgranatenkrise) und ein Festungswerk (von Wilhelm I. Kavalier Pritzelwitz zu Ehren von Gustav von Pritzelwitz so genannt) wurde gebaut.
Am 18. März 1904 verfügte eine Kaiserliche Kabinettsorder die Auflassung der Nordwestfront. Damit wurde die Beseitigung der ganzen inneren Umwallung von Mainz erlaubt. Der Festungsrayon wurde aufgehoben.

## Festungskommandanten
Ab 1854 Eberhard Herwarth von Bittenfeld; 1866 bis 1871 Heinrich Karl Woldemar Prinz zu Schleswig-Holstein-Sonderburg-Augustenburg („Prinz Holstein“) Gouverneur der Reichsfestung Mainz; von 1876–1877 war Generalleutnant Peter von Lehmann Festungskommandant. In den Jahren 1898–1903 war Paul Baron von Collas (1841–1910), preußischer General der Infanterie à la suite, Militär-Gouverneur und Festungskommandant von Mainz.

## Besatzungstruppen
1688
105e régiment d’infanterie
1804
9e régiment de cuirassiers
Als Besatzungstruppen standen seit 1866 in Mainz:

### Infanterie-Regimenter oder Teile davon
1866
- Infanterie-Regiment „Graf Tauentzien von Wittenberg“ (3. Brandenburgisches) Nr. 20
- Infanterie-Regiment „von Horn“ (3. Rheinisches) Nr. 29
- 2. Thüringisches Infanterie-Regiment Nr. 32

1866–1871
- Infanterie-Regiment „von Courbiére“ (2. Posensches) Nr. 19
- 1. Kurhessisches Infanterie-Regiment Nr. 81

seit 1866
- 1. Nassauisches Infanterie-Regiment Nr. 87

1866–1870
- Ersatzbataillon Nr. 34
- Ersatzbataillon Nr. 73
- Landwehrbataillon Nr. 82
- 4. Magdeburgisches Infanterie-Regiment Nr. 67

1871–1897
- Infanterie-Regiment „Prinz Carl“ (4. Großherzoglich Hessisches) Nr. 118

seit 1871
- 2. Nassauisches Infanterie-Regiment Nr. 88
- Infanterie-Leib-Regiment „Großherzogin“ (3. Großherzoglich Hessisches) Nr. 117

### Artillerie-Regimenter oder Teile davon
1866–1876
- 1. Kurhessisches Feldartillerie-Regiment Nr. 11

seit 1866
- Feldartillerie-Regiment „General-Feldzeugmeister“ (1. Brandenburgisches) Nr. 3

seit 1832
- Fußartillerie-Regiment „General-Feldzeugmeister“ (Brandenburgisches) Nr. 3

seit 1876
- Feldartillerie-Regiment „Oranien“ (1. Nassauisches) Nr. 27

seit 1900
- Feldartillerie-Regiment „Frankfurt“ (2. Nassauisches) Nr. 63

### Kavallerie-Regimenter
- Dragoner-Regiment „Freiherr von Manteuffel“ (Rheinisches) Nr. 5
- Husaren-Regiment „König Humbert von Italien“ (1. Kurhessisches) Nr. 13
- Magdeburgisches Dragoner-Regiment Nr. 6

### Pioniere und Jäger
- Kurhessisches Pionier-Bataillon Nr. 11
- 1. Nassauisches Pionier-Bataillon Nr. 21
- 2. Nassauisches Pionier-Bataillon Nr. 25
- Pommersches Jäger-Bataillon Nr. 2 Fürst Bismarck

## Niedergang der militärischen Bedeutung und weitere Verwendung
1904 wurde die Stadt als Festung aufgelassen. Auf Order Kaiser Wilhelms II. wurden bis 1912 viele der Festungswerke und Stadttore niedergelegt. Dennoch blieb Mainz noch weiter Festung. Ab 1909 wurden in einem Umkreis von 26 km neue, moderne Bunkerbauten und detachierte Gürtelforts (Außenforts beziehungsweise Biehler-Forts), errichtet, die die veralteten Festungswerke ersetzen sollten, da die Artillerietechnik mittlerweile in der Lage war 16 Kilometer weit zu schießen. Dieser vierte Festungsgürtel, die Selzstellung, zog sich durch die rheinhessischen Ortschaften Heidesheim (Uhlerborn), Wackernheim (Mainzer Berg), Ober-Olm, Klein-Winternheim/Nieder-Olm, Zornheim (Dechenberg), Ebersheim (Auf der Muhl) und Gau-Bischofsheim bis nach Weisenau und bestand aus rund 318 Bunkern. Die Mainzer Festungsbahn genauer ein Munitions- und Versorgungszug von Uhlerborn bis Zornheim, sowie eigens errichtete Militärstraßen sicherten den Nachschub über eigene Wege. Die Finanzierung dieses letzten Festungsgürtels um Mainz geschah aus Reparationsleistungen des Deutsch-Französischen Krieges 1870/1871. Allein die Errichtung des Fort Muhl und des Stützpunkts Dechenberg kostete das Kaiserreich 900.000 Reichsmark und damit genauso viel wie die Errichtung der Mainzer Christuskirche. Fort Muhl war auf zwei Etagen mit elektrischem Licht, Ofenheizung und Belüftungsanlage, Verbands- und Operationssaal, Bäckerei und Wasserversorgung für 90 Tage ausgestattet. 291 Soldaten sollten hier operieren.
Die Selzstellung beruhte auf dem Konzept der Sperrstellung. Durch einen Ausbau in die Tiefe sollte, den Planungen zufolge, eine Widerstandszone gegen Westen entstehen. Mit dem nur in Teilen realisierten Verstärkungs- und Armierungsausbau erreichte die Selzstellung die ursprünglich geplante Stärke erst nach einer Kriegserklärung. Da die Selzstellung erst im Rahmen einer Mobilmachung kampfbereit wurde, galt sie als „nicht-armierte Gerippestellung ständiger Bauart“.
Diese Art Sperrstellung bot gegenüber einer klassischen Festung mit Festungs-Besatzung den Vorteil, dass sie schnell durch reguläre Feldtruppen besetzt und verteidigt werden konnte und immer dem neuesten waffentechnischen Stand entsprechend ausgebaut werden konnte. Alle wichtigen Kampfstände der Stellung waren in untereinander autarken Bunkern untergebracht. Infanterietruppen in projektierten Feldstellungen vervollständigten die Verteidigung, für ihren Schutz waren verbunkerte Unterstände vorgesehen. Die Führungsbunker der vier Abschnitte waren jeweils durch Telegrafenstationen miteinander verbunden. Der Kommandobunker befand sich in Marienborn.
Eine weitere Verteidigungslinie auf dem Westerberg parallel zum Mainzer Berg wurde von der Militärregierung im Jahr 1916 projektiert. Zunächst wurde eine Trasse von Ingelheim bis zum Schloss Westerhaus gelegt und dann mit dem Bau einer Zahnradbahn begonnen. Ziel war es den Westerberg nach Osten mit Gräben und Fortifikationen gegen französische Truppen zu schützen. Die Bahn wurde fertiggestellt, der Festungsgürtel aber nicht, weil die Militärs ihre Pläne änderten. Die Bahn wurde wieder demontiert.
Letzter Militär-Gouverneur von Mainz und Festungskommandant war im Jahr 1914 Hugo von Kathen (1855–1932), General der Infanterie und 1937 Namensgeber einer Kaserne zwischen Mainz-Mombach und Mainz-Gonsenheim, das hierzu zwangseingemeindet wurde.
Mit dem Friedensvertrag von Versailles 1918 endete die 300-jährige Geschichte von Mainz als Festungsstadt. Die zahlreichen unterirdischen Gänge der Festung dienten im Zweiten Weltkrieg als Schutzräume vor Bombenangriffen. Während der Weltkriege diente die Zitadelle als Lager für gefangene Offiziere (Oflag XII-B).
Die Festungsanlagen der Stadt wurden zu Grünanlagen des Mainzer Grüngürtels umgewandelt. Die neuen Bunkeranlagen in Rheinhessen wurden in den 1920er Jahren unter Aufsicht der französischen Besatzer gesprengt.